# Eudalaca
Eudalaca är ett släkte av fjärilar. Eudalaca ingår i familjen rotfjärilar.

## Dottertaxa tillEudalaca, i alfabetisk ordning[1]
- Eudalaca aequifascia
- Eudalaca albiplumis
- Eudalaca albirivula
- Eudalaca albistriata
- Eudalaca ammon
- Eudalaca amphiarma
- Eudalaca aurifuscalis
- Eudalaca bacotti
- Eudalaca brunneotincta
- Eudalaca cretata
- Eudalaca crossosema
- Eudalaca crudeni
- Eudalaca eriogastra
- Eudalaca exul
- Eudalaca furva
- Eudalaca fuscescens
- Eudalaca goniophora
- Eudalaca gutterata
- Eudalaca hampsoni
- Eudalaca hololeuca
- Eudalaca holophaea
- Eudalaca homostola
- Eudalaca homoterma
- Eudalaca ibex
- Eudalaca infumata
- Eudalaca isorrhoa
- Eudalaca leniflua
- Eudalaca leucocyma
- Eudalaca leucophaea
- Eudalaca libratus
- Eudalaca limbopunctata
- Eudalaca metaleuca
- Eudalaca minuscula
- Eudalaca nomaqua
- Eudalaca orthocosma
- Eudalaca rhodesiensis
- Eudalaca rivula
- Eudalaca rufescens
- Eudalaca sanctahelena
- Eudalaca semicanus
- Eudalaca stictigrapha
- Eudalaca troglodytis
- Eudalaca tumidifascia
- Eudalaca vansoni
- Eudalaca vaporalis
- Eudalaca vindex
- Eudalaca zernyi